# Тиранчик-довгохвіст болівійський
Тира́нчик-довгохві́ст болівійський (Mecocerculus hellmayri) — вид горобцеподібних птахів родини тиранових (Tyrannidae). Мешкає в Андах. Вид названий на честь австрійського орнітолога Карла Едуарда Геллмайра.

## Поширення і екологія
Болівійські тиранчики-довгохвости мешкають на південному сході Перу (Пуно), в Болівії та на північному заході Аргентини (Жужуй, Сальта). Вони живуть у вологих гірських і рівнинних тропічних лісах, що складаються переважно з Podocarpus parlatorei і Alnus acuminata. Зустрічаються на висоті від 800 до 3000 м над рівнем моря.